# Arceni Júnior Barboza
Arceni Júnior Barboza, meglio noto come Nuno, (Carazinho, 16 dicembre 1974), è un allenatore di calcio a 5 ed ex giocatore di calcio a 5 brasiliano naturalizzato italiano.

## Carriera

### Club
Nuno ha giocato nelle più importanti squadre brasiliane prima di tentare una parentesi in Spagna. Nel dicembre del 2007 si trasferisce alla Luparense, di cui diventa subito uno dei leader. Un paio di mesi dopo vince il primo trofeo italiano ovvero la Coppa Italia 2008 di cui viene nominato miglior giocatore. Il 13 marzo 2011, vince di nuovo la Coppa Italia con la Lazio.

### Nazionale
Dopo aver indossato la maglia della Nazionale di calcio a 5 del Brasile, a fine carriera accetta la convocazione del commissario tecnico Roberto Menichelli, debuttando il giorno del proprio trentacinquesimo compleanno con la Nazionale di calcio a 5 dell'Italia in un incontro amichevole giocato contro la Romania.

## Palmarès

### Competizioni nazionali
- Campionato italiano: 2
Luparense: 2007-08, 2008-09
- Coppa Italia: 2
Luparense: 2007-08
Lazio: 2010-11
- Supercoppa italiana: 2
Luparense: 2008, 2009
- Campionato brasiliano: 3
Ulbra: 2002, 2003
Carlos Barbosa: 2004
- Coppa del Brasile: 2
Ulbra: 1999
Jaraguá: 2004

### Competizioni internazionali
- Campionato Sudamericano: 2
Ulbra: 2000
Carlos Barbosa: 2003
- Supercoppa americana: 1
Carlos Barbosa: 2003
- Coppa Intercontinentale: 1
Carlos Barbosa: 2004